# Przeworskie Zapiski Historyczne
Przeworskie Zapiski Historyczne – historyczne czasopismo regionalne ukazujące się w latach 1990-1998. Wydawcą było Towarzystwo Miłośników Przeworska. Publikowane były w nim artykuły naukowe, źródła i materiały dotyczące historii Przeworska i regionu. W sumie ukazało się trzy tomy czasopisma w latach 1990, 1995, 1998. Wśród autorów byli m.in. Józef Benbenek, Szczepan Kozak, Jerzy Motylewicz, Stanisław Żuk, Alojzy Zielecki.